# Емина Зечај
Емина Зечај (дев. Ахмедхоџић; Сарајево, 17. март 1929 — Сарајево 19. април 2020) била је босанскохерцеговачка певачица севдалинки.

## Биографија
Рођена је 1929. године у данашњој сарајевској општини Стари град. Њени родитељи били су Авдија и Мелћа Ахмедхоџић.
Била је доброг здравственог стања све до своје смрти у 91. години живота. Преминула је у ноћи 19. априла 2020. године у свом дому. Претходног месеца присуствовала је сахрани Бебе Селимовић на сарајевском гробљу Баре, где је и она сахрањена, на муслиманском делу гробља, 22. априла 2020. године.

## Каријера
Професор и етномузиколог Цвјетко Рихтман открио је таленат Емине почетком шездесетих година. На наговор пријатеља, Емина је била на аудицији код професора Звонимира Невжеле и Белуша Јунгића са народним песмама Кад се јангин из сокака помоли и Поранила на води Злата. Десет дана касније примила је телефонски позив од Исмета Алајбеговића Шерба који ју је обавестио да је примљена на Радио Сарајево, победивши 30 других такмичара.
Године 2003. снимила је музику за филм Гори ватра. Сарађивала је са Адијем Луковцем на музици за ратни филм Римејк.
Године 2004. у америчком часопису Билборд написано је да је Зечајева „икона традиционалне босанске музике”.